# Bassin de Gotland
Le bassin de Gotland est le grand bassin central de la mer Baltique, situé entre la Suède et les pays baltes. Il est subdivisé entre Gdansk Deep (ou bassin de Gdańsk),, le bassin du Gotland occidental et le bassin du Gotland oriental. Dans le bassin du Gotland oriental se trouve la fosse de Gotland (en) (249 mètres de profondeur) qui est un bassin anoxique. Le bassin occidental du Gotland contient la fosse de Landsort, qui est l’endroit le plus profond de la mer Baltique (459 mètres de profondeur).

Les sédiments du bassin de Gotland sont importants pour l’étude des changements climatiques dans le nord de l’Europe au cours des 5 000 dernières années.